# Frasnium
| ❮ | System    | Serie       | Stufe      | ≈ Alter (mya) |
| - | --------- | ----------- | ---------- | ------------- |
| ❮ | später    | später      | später     | jünger        |
| ❮ | D e v o n | Oberdevon   | Famennium  | 358,9 ⬍ 372,2 |
| ❮ | D e v o n | Oberdevon   | Frasnium   | 372,2 ⬍ 382,7 |
| ❮ | D e v o n | Mitteldevon | Givetium   | 382,7 ⬍ 387,7 |
| ❮ | D e v o n | Mitteldevon | Eifelium   | 387,7 ⬍ 393,3 |
| ❮ | D e v o n | Unterdevon  | Emsium     | 393,3 ⬍ 407,6 |
| ❮ | D e v o n | Unterdevon  | Pragium    | 407,6 ⬍ 410,8 |
| ❮ | D e v o n | Unterdevon  | Lochkovium | 410,8 ⬍ 419,2 |
| ❮ | früher    | früher      | früher     | älter         |

Das Frasnium (im deutschen Sprachgebrauch meist nur Frasne genannt) ist in der Erdgeschichte die untere chronostratigraphische Stufe des Oberdevons (Devon). Die Stufe dauerte geochronologisch von etwa 382,7 Millionen bis etwa 372,2 Millionen Jahren. Das Frasnium folgt auf das Givetium und wird vom Famennium abgelöst.

## Namensgebung und Geschichte
Das Frasnium ist nach der belgischen Ortschaft Frasnes-lez-Couvin (Gemeinde Couvin) in den Ardennen benannt. Stufe und Name wurden 1862 von Jean Baptiste Julien d’Omalius d’Halloy vorgeschlagen.

## Definition und GSSP
Die Basis des Frasnium wurde an das Erstauftreten der Conodonten-Art Ancyrodella rotundiloba gelegt, die auch die Basis der Unteren Polygnathus asymmetricus-Conodonten-Zone darstellt. Das Ende der Stufe wird durch das Ende des Kellwasser-Events, einem größeren Aussterbeereignis im Oberdevon (mit Typlokalität im Harz) markiert. Als Referenzprofil (GSSP = Global Stratotype Section and Point) wurde das Profil am Col du Puech de la Suque, Saint-Nazaire-de-Ladarez, Département Hérault, Montagne Noire, Frankreich festgelegt.

## Untergliederung
Das Frasnium wird in sieben Conodonten-Biozonen untergliedert:
- Palmatolepis linguiformis-Zone
- Palmatolepis rhenana-Zone
- Palmatolepis jamiae-Zone
- Palmatolepis hassi-Zone
- Palmatolepis punctata-Zone
- Palmatolepis transitans-Zone
- Palmatolepis falsiovalis-Zone